# Свратка
Свратка (на чешки: Svratka) е река в Южноморавския край на Чешката република. Води началото си от Чешко-моравското възвишение, протича на югоизток, край Бърно се съединява с по-малката Свитава, и на няколко километра от Микулов се влива в река Дие. В миналото реката е наричана „Шварцава“ на местния моравски диалект.
Един от притоците на Свратка е река Бобрава.

## Селища по течението на реката
- Свратка
- Имранов
- Щепанов над Свраткоу
- Недведице
- Тишнов
- Веверска Битишка
- Бърно
- Модрице
- Райхрад
- Жидлоховице

## Водохранилища
Течението на Свратка е изкуствено преградено на три места:
- Водохранилище Вир I, при речен километър 114,9
- Водохранилище Вир II, при речен километър 114,9
- Бърненски язовир, при километър 56,2